# Castle Morpeth
Castle Morpeth was van 1974 tot 2009 een Engels district in het graafschap Northumberland en telde in 2001 49.001 inwoners. De oppervlakte bedroeg 618,2 km².
Van de bevolking was 19,2% ouder dan 65 jaar. De werkloosheid bedroeg 2,8% van de beroepsbevolking (cijfers volkstelling 2001).

## Plaatsen in district Castle Morpeth
- Belsay
- Capheaton
- Cresswell
- East Chevington
- Ellington and Linton
- Hartburn
- Hebron
- Heddon-on-the-Wall
- Hepscott
- Longhirst
- Longhorsley
- Lynemouth
- Matfen
- Meldon
- Mitford
- Morpeth
- Netherwitton
- Pegswood
- Ponteland
- Stamfordham
- Stannington
- Stobswood
- Thirston
- Ulgham
- Wallington Demesne
- Whalton
- Widdrington
- Tritlington and West Chevington
- Widdrington Station and Stobswood